# Niwki (obwód brzeski)
Niwki (biał. Ніўкі, Niuki; ros. Нивки, Niwki) – wieś na Białorusi, w obwodzie brzeskim, w rejonie bereskim, w sielsowiecie Piaski.
Od północy i wschodu graniczy z Białoozierskiem, od południa z Elektrownią Bereską.

## Historia
Dawniej wieś i folwark. W XIX i w początkach XX w. położone były w Rosji, w guberni grodzieńskiej, w powiecie słonimskim, w gminie Piaski.
W dwudziestoleciu międzywojennym leżały w Polsce, w województwie poleskim, w powiecie kosowskim/iwacewickim, w gminie Piaski. W 1921 wieś liczyła 251 mieszkańców, zamieszkałych w 44 budynkach, wyłącznie Polaków. 211 mieszkańców było wyznania prawosławnego i 40 mojżeszowego. Folwark był wówczas zniszczony i niezamieszkały.
Po II wojnie światowej w granicach Związku Sowieckiego. Od 1991 w niepodległej Białorusi.